# Winfried Hassemer
Winfried Hassemer, född 17 februari 1940 i Gau-Algesheim, död 9 januari 2014 i Frankfurt am Main, var en tysk domare. Han var vice ordförande för Tysklands författningsdomstol.